# Escudo de Santo Domingo (Ecuador)
El escudo de armas de Santo Domingo es el símbolo heráldico que representa a la ciudad y al cantón homónimo. Se lo creó el 20 de junio de 1979 en la Sala de sesiones del Concejo Cantonal de Santo Domingo de los Colorados.
El escudo es un triángulo equilátero de líneas curvas, que simboliza el equilibrio de clima y el relieve irregular del cantón, el enlace de regiones y la unidad de los ecuatorianos. El campo del Escudo con la punta de color azul, la imagen de un tsáchila y el fondo en esmalte oro, insinúa el tricolor patrio. Las borduras diestra en rojo y siniestra en verde, representan el estandarte del cantón y la superior en blanco representa los nevados y lleva la leyenda "Santo Domingo de los Colorados". Un mechón de caña guadúa sobre la punta azul representa la fecundidad del suelo. La tea encendida en colores de Pichincha y doblegada por el viento hacia la derecha, que se muestra encima del escudo con terminal debajo del mismo, significa el ideal puro que tiene Santo Domingo.